# Pałac w Drulitach
Pałac w Drulitach (Pałac rodziny Krahmer) (niem. Gutshaus Draulitten) – pałac wraz z zespołem parkowym i zabudowaniami gospodarczymi znajdujący się we wsi Drulity w gminie Pasłęk w powiecie elbląskim w województwie warmińsko-mazurskim. Wybudowany w 1853 w stylu neoklasycystycznym jako siedziba pruskiej rodziny Krahmer.

## Położenie
Pałac położony jest we wsi Drulity około 15 km na południe od Pasłęka, 35 km na południowy wschód od Elbląga i 43 km na północny zachód od Ostródy. Znajduje się przy lokalnej drodze łączącej drogę wojewódzką nr 526 z drogą krajową nr 7 na odcinku Ostróda- Elbląg. W pobliżu, około 2 km na zachód, znajduje się Kanał Elbląski.

## Historia
Drulity, jako wieś pojawiają się w dokumentach pod nazwami Drwythen, Traulitte oraz Draulitten już w średniowieczu, a już 23 czerwca 1435 Wielki Mistrz Krzyżacki Paul von Russdorff nadaje osadzie Draulitten akt lokacyjny osadzając tu na 18 łanach Jakuba von Pynnaw.
Następnie, jedne źródła podają, iż w XVI wieku cała wieś należała do księcia Albrechta, a inne, z 1531, iż jako dobra rycerskie są własnością Christoffa von Woygena. Po nim, od 1535, na około 100 lat, stają się dobrami lennymi Georga von Schwertwitza i jego rodziny, do których należą także pobliskie Kwitajny i Barzyna. W 1543 same dobra Drulity, na które składają się wsie Czarna Góra, Rydzówka, Pólko, Dargowo i Talpity, mają powierzchnię 19 łanów. W połowie XVII wieku cały majątek przejął inny znaczący w regionie posiadacz ziemski Zygmunt von Wallenrodt, którego rodzina zarządzała nim do 1730 roku. W latach 1787- 1818 Drulity należały do Georga von Haake ze starego brandenburskiego rodu, który ożeniony z Henriettą z rodu von Bodeck, zarządzał także majątkiem i pałacem w Barzynie. W 1818 von Haake sprzedał majątek Drulity, wraz z Tumpitami, Adolfowi von Besserowi, który z kolei odsprzedał je w 1851 Jurgenowi Krahmerowi, którego to rodzina pozostała zarządcą pałacu do 1945.
Z polecenia Jurgena w 1853 w Drulitach wzniesiono, służący za rodzinną rezydencję, późnoklasycystyczny pałac, otoczony wzorowanym na parku Lintropa w Berlinie, założeniu parkowym i krajobrazowym. W podobnym czasie co pałac wzniesiono także liczne zabudowania folwarczne obszernego rodzinnego majątku, który w 1922, gdy właścicielem i zarządcą był dr prawa Robert Krahmer, liczył 449 ha ziemi, w tym 211 ha ziemi ornej, 100 ha łąk, 82 ha pastwisk i 40 ha lasów. Zajmował się głównie uprawą (zbóż i kartofli) oraz hodowlą krów, owiec rasy Merynos oraz rasowych koni, których według spisu było około 65, z czego 30- 40 sprzedawano rocznie na potrzeby wojska. 17 maja 1935 roku Drulity wraz z folwarkiem Tumpity liczyły 234 mieszkańców. Ostatnim prawnym właścicielem majątku był Hans Werner Krahmer, który jednak na stałe mieszkał we Frankfurcie nad Menem, a w jego imieniu rozległymi dobrami zarządzał Edward Otto. 21 stycznia 1945 z Drulit, przed zbliżającą się ofensywą armii radzieckiej, uciekli wszyscy mieszkańcy wraz z ukrywającymi się tam innymi uciekinierami z różnych części Prus Wschodnich. Uciekinierom drogę ucieczki do stacji kolejowej odcięły radzieckie czołgi, które 23 stycznia zajęły wieś.
Sam pałac wojnę przetrwał w dobrym stanie, a jego wnętrza wciąż mieściły bogatą kolekcję sztuki, m.in. portrety dawnych członków rodziny oraz kolekcję starych mebli. Po 1945 majątek, który przeszedł w ręce administracji polskiej, upaństwowiono i przekazano w zarząd Państwowemu Gospodarstwu Rolnemu. Do lat 90. dyrekcja PGR-u dbała o obiekt i przeprowadzała w nim niezbędne konserwacje i remonty. Obecnie obiekt jest wyremontowany i jest własnością prywatną osoby fizycznej.

## Architektura
Zespół pałacowo- parkowo- folwarczny w Drulitach składa się z budynku pałacu, otaczającego go parku krajobrazowego oraz licznych zabudowań gospodarczo- inwentarskich.
Sam pałac w stylu neoklasycystycznym założony został na planie klasycznego prostokąta z fasadą skierowaną w kierunku północnym. Korpus główny budynku nakryty jest dachem mansardowym z licznymi lukarnami. Po obu stronach siedmioosiowych elewacji- północnej i południowej, znajdują się kryte dachem siodłowym trzyosiowe ryzality, które zwieńczone są trójkątnym naczółkiem z owalnym oknem u szczytu. Budowla jest podpiwniczona, posiada użytkowe poddasze a na większości swojej długości ma formę jednokondygnacyjną. Dodatkowo pałac, od strony frontowej- północnej, posiada honorowy podjazd i czterokolumnowy portyk na którym znajduje się balkon.
Wnętrza są dwutraktowe, a główny hall znajduje się od strony podjazdu, gdzie też znajduje się wejście do wnętrz. Dodatkowo posiada on wydzielone filarowymi arkadami dwa pomniejsze pomieszczenia, z których znajdujące się po prawej stronie mieści schody prowadzące na piętro a po lewej przejście do salonu umiejscowionego na osi ogrodowej.
Pałac otacza stare XIX wieczne założenie parkowe i krajobrazowe, gdzie znajduje się obszerny staw. Na skraju przylegającego do pałacowego parku- lasu, w kierunku pochylni w Buczyńcu, znajdują się pozostałości po kaplicy i cmentarzu dworskim.
Na terenie kompleksu pałacowego zachował się także układ folwarczny z licznymi starymi budynkami gospodarczymi obsługującymi dawny folwark. Jeden z nich- czworak mieszkalny, w okresie powojennym został przebudowany na kaplicę.

## Zabytek
W skład zespołu pałacowego i folwarcznego w Drulitach, wpisanego do rejestru zabytków nieruchomych (nr rej.: 455/95 z 10.05.1995) wchodzą:
- pałac (nr rej.: 643/69 z 27.02.1968),
- park,
- folwark z trzema budynkami gospodarczymi (w parku, przy rządcówce i przy browarze), rządcówką, browarem, wieżyczką studni i ogrodzeniem od północy,
- nowy folwark z oborą, chlewnią i stodołą.